# Josef Slabý (kněz)

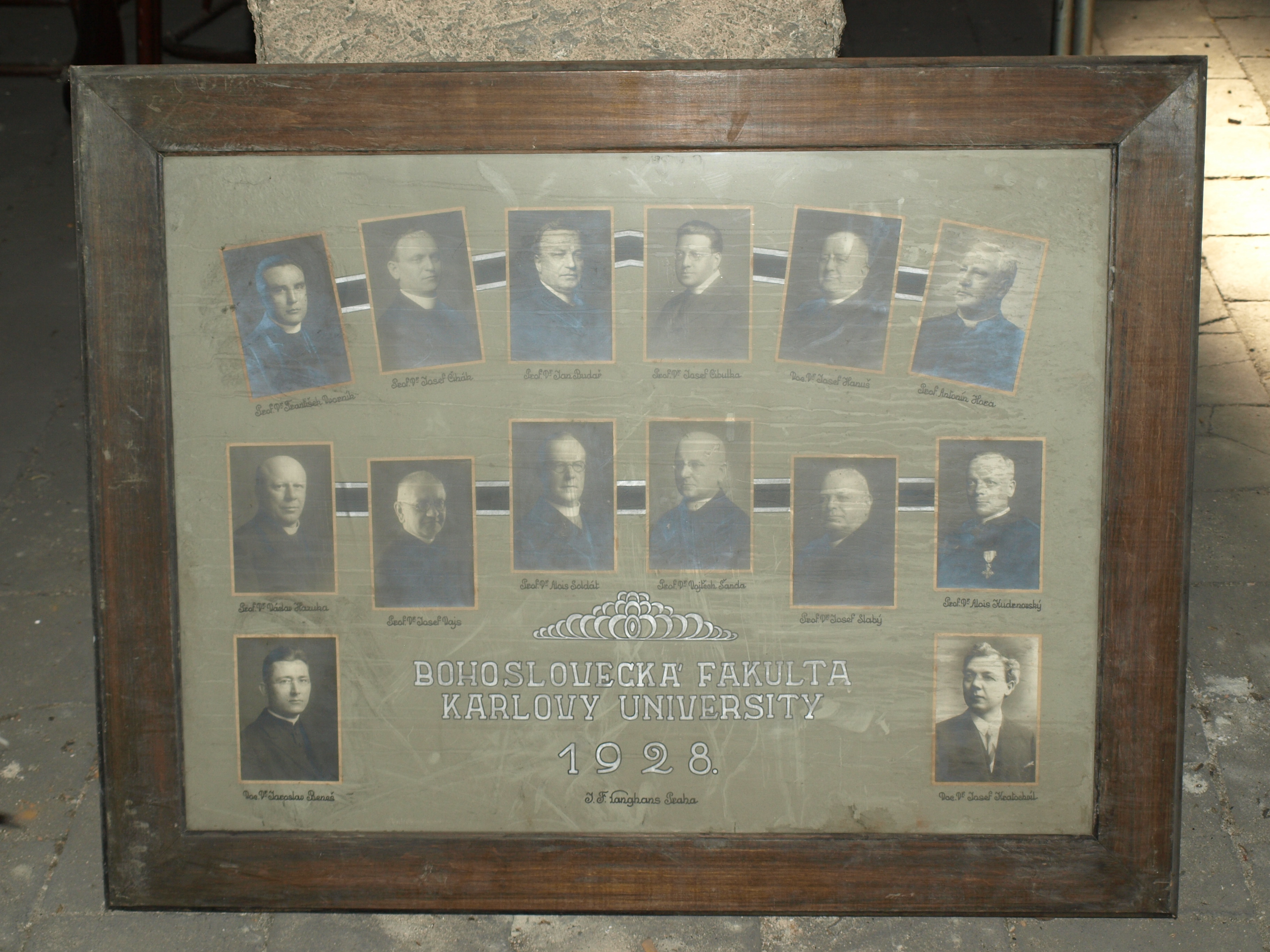
Josef Slabý na tablu vyučujících bohoslovecké fakulty Karlovy univerzity v roce 1928

Josef Slabý (26. března 1869, Německý Brod – 29. prosince 1930, Praha) byl římskokatolický kněz, teolog a profesor na teologické fakultě v Olomouci a v Praze.

## Stručný životopis
Narodil se 26. března 1869 v Německém Brodě. Vystudoval papežskou kolej Bohemicum (dnes Nepomucenum) v Římě, kde byl r. 1893 vysvěcen na kněze.
Vystřídal řadu působišť: Za Rakouska byl kaplanem, vojenským duchovním, ředitelem rakouského hospice v Jeruzalémě a profesorem biblických věd na diecézním učilišti v Hradci Králové. Po vzniku Československa byl roku 1919 jmenován profesorem v Bratislavě, odkud přešel roku 1922 na Cyrilometodějskou fakultu do Olomouce a na konci roku 1927 jako profesor Starého zákona na bohosloveckou fakultu Univerzity Karlovy v Praze. V ročníku 1927–28 byl děkanem olomoucké a v ročníku 1928–29 pražské fakulty.
Zemřel 29. prosince 1930 v nemocnici Milosrdných bratří (na Františku), pohřben byl na šáreckém hřbitově.

## Dílo
Byl autorem řady cestopisů a odborných článků v oboru biblických věd, zčásti vydaných v časopisech. Přispíval také do Českého slovníku bohovědného. Knižně vyšly např. tyto jeho práce:
- Katolický svět u nohou Sv. Otce Lva XIII. (1893), příspěvek do knihy pro mládež
- Nejnovější objevy v Palestině (1914)
- Sion a město Davidovo ve světle nejnovějších objevův (1915)
- Nové výzkumy egyptologické (1915)